# (1157) Arabia
(1157) Arabia – planetoida z pasa głównego asteroid okrążająca Słońce w ciągu 5 lat i 249 dni w średniej odległości 3,18 au. Została odkryta 31 sierpnia 1929 roku w Landessternwarte Heidelberg-Königstuhl w Heidelbergu przez Karla Reinmutha. Nazwa planetoidy pochodzi od Arabii, krainy utożsamianej z półwyspem Arabskim. Przed nadaniem nazwy planetoida nosiła oznaczenie tymczasowe (1157) 1929 QC.